# Philip Keung
Philip Keung, de son vrai nom Keung Ho-man (姜皓文, né le 26 octobre 1966), est un acteur et producteur hongkongais.
Il commence sa carrière d'acteur en 1985 à la télévision sur Asia Television (en) (ATV), et débute au cinéma en 1988. Il quitte ATV en 2010 pour se consacrer principalement au cinéma tout en apparaissant de temps en temps dans des séries télévisées. En 2017, il est nommé au Hong Kong Film Award du meilleur acteur dans un rôle secondaire pour sa prestation dans le film Trivisa (2016), et il remporte le prix l'année suivante pour son rôle dans Shock Wave (2017).

## Biographie
Fils aîné de sa famille, son père est déjà séparé de sa mère avant sa naissance et il ne l'a ainsi jamais connu. Sa mère se remarie à un peintre en bâtiment. En raison d'une maladie dont elle souffre et parce que son père adoptif est trop occupé par son travail, ses frères et sœurs plus jeunes sont envoyés en foyer. Lorsque Keung a 14 ans, sa mère décède des suites de sa maladie et il est envoyé au Holland Hostel géré par la Hong Kong Student Aid Society à Kwun Tong (en). Il avait auparavant fréquenté de nombreuses écoles primaires, allant de North Point (en) à Kwun Tong. Plus tard, il s'est inscrit à la Delia Memorial School (en).
Pendant ses études secondaires, Keung commence à exercer un certain nombre de petits boulots tel que serveur de dimsum dans les restaurants, décorateur ou encore artiste acrobate. Il devient finalement figurant puisque sa petite amie de l'époque travaille dans une agence de figurants. En 1986, il participe dans l'émission Mr. Television Competition (電視先生選舉) sur Asia Television (en) (ATV), où il remporte la deuxième place ainsi que le titre de Mr. Talent (才華先生) et signe finalement un contrat avec ATV.
Keung est salué pour son interprétation satirique de Leung Kwok-hung, un membre du Conseil législatif dans l'émission politique humoristique Hong Kong Gossip. Cependant, comme ATV est plutôt une chaîne confidentielle avec une audience faible, la majeure partie du public ne l'a vraiment découvert qu'après qu'il ait quitté la chaîne en 2010 et commencé à jouer dans des films importants tels que The Crash (2008), The Stool Pigeon (en) (2010) ou La Vie sans principe (2011), pour lequel il est nommé au Chinese Film Media Award (en) du meilleur acteur dans un rôle secondaire.
Au cours des dernières années, Keung est devenu l'un des acteurs les plus prolifiques de Hong Kong, apparaissant dans plus de 40 films entre 2013 et 2018, jouant des rôles secondaires majeurs dans de nombreux films de renom tels que Firestorm (2013), Unbeatable (en) (2013), Little Big Master (2015), Two Thumbs Up (2015) et Trivisa (2016), pour lequel il est nommé au Hong Kong Film Award du meilleur acteur dans un rôle secondaire et au Hong Kong Film Critics Society Award du meilleur acteur.
En 2017, Keung remporte le prix du meilleur second rôle masculin au 1er Profima International Film Fest & Awards en Malaisie pour sa prestation dans le film d'action Shock Wave (2017), gagnant ainsi son premier prix d'acteur de sa carrière. Lors de la 37e cérémonie des Hong Kong Film Awards, Keung est de nouveau été élu meilleur second rôle pour Shock Wave, tout en étant nommé dans la même catégorie pour son rôle dans Concerto of the Bully (2017).
Keung décroche le rôle principal dans deux de ses films suivants , Tracey (en) (2018) et Remember What I Forgot, qui sont promus au Marché international du film et de la télévision de Hong Kong 2018 (FILMART). Dans le premier, Keung joue un père de famille marié de 51 ans dont le désir de féminisation augmente, tout en jouant un obsédé de cinéma de Hong Kong souffrant de dégénérescence cérébrale dans le deuxième.

## Vie privée
En 1999, Keung se marie avec l'ancienne actrice d'ATV, Anna Kam (殷寧).

## Filmographie

### Films
| Année         | Titre                                            | Titre chinois                | Rôle                           | Notes |
| ------------- | ------------------------------------------------ | ---------------------------- | ------------------------------ | --- |
| 1988          | L'Hôtesse de la violence                         | 鬼馬保鏢賊美人               | le docteur                     | |
| 1990          | Sunshine Friends                                 | 笑星撞地球                   |                                | |
| 1991          | The Plot                                         | 佈局                         |                                | |
| 1991          | Pretty Woman                                     | 卿本佳人                     | "Hwang Shun-chin"              | |
| 1992          | Angel Terminators                                | 轟天皇家將                   |                                | |
| 1992          | Inspector Wears Skirts IV                        | '92霸王花與霸王花            | le mari de Judy                | |
| 1993          | Two of a Kind                                    | 情人知己                     | "Darkie"                       | |
| 1993          | Flirting Scholar                                 | 唐伯虎點秋香                 | l'un des 4 héros perverts      | |
| 1993          | The Formula                                      | 黃鶯大戰阿拉丁               |                                | |
| 1993          | The Heroic Trio                                  | 東方三俠                     | le bébé tueur                  | |
| 1993          | Malevolent Male                                  | 人肉天婦羅                   | l'inspecteur Blackie           | |
| 1993          | My Pale Lover                                    | 情難自制                     | "Kam Sing"                     | |
| 1993          | China Girls                                      | 中港儷人                     |                                | |
| 1993          | Obsession                                        | 妒火焚情                     |                                | |
| 1993          | Even Mountains Meet                              | 情天霹靂之下集大結局         |                                | |
| 1994          | Best of Best                                     | 摩登龍爭虎鬥                 | le serveur                     | |
| 1995          | The Day that Doesn't Exist                       | 二月三十                     | Mr Chan                        | |
| 1995          | Once in a Life-Time                              | 終身大事                     | "Stentor"                      | |
| 1996          | Muto Bontie                                      | 摩登菩呢提                   | le tueur avec le sourire       | |
| 1996          | The King of Robbery                              | 悍匪                         | "Ke"                           | |
| 1998          | Best of Friend                                   | 難姐難妹                     |                                | |
| 1998          | Second Honeymoon                                 | 第二次蜜月旅行               |                                | |
| 1998          | A Hero Never Dies                                | 真心英雄                     |                                | |
| 1998          | Beauty of the Haunted House                      | 凶宅胭脂                     | "Mr. Taro"                     | |
| 1999          | Made About You                                   | 千禧金瓶梅之我為嫂狂         | Dude Ying                      | |
| 1999          | Garden of Lust                                   | 千禧金瓶梅之片片淫花開       | Dude Ying                      | |
| 1999          | Double Exposure                                  | 千禧金瓶梅之天地淫絕豔雙娃   | Dude Ying                      | |
| 1999          | Dick's Dicks Dicks                               | 千禧金瓶梅之迷姦武二郎       | Dude Ying                      | |
| 1999          | A Touch of Desire                                | 千禧金瓶梅之淫奴李瓶兒       | Dude Ying                      | |
| 1999          | Knock Out, Simon                                 | 千禧金瓶梅之西門慶慾火焚身   | Dude Ying                      | |
| 1999          | Mythical Peach Blossoms                          | 香帥傳奇之桃花傳奇           |                                | |
| 1999          | Sexual Harmony                                   | 香帥傳奇之美艷殺手一點紅     |                                | |
| 1999          | Lunge Party                                      | 香帥傳奇之我和疆屍有個約會   |                                | |
| 1999          | Honey Moon                                       | 蜜月殺機                     |                                | |
| 1999          | Devil Flesh                                      | 千禧金瓶梅之風騷孽后趙春梅   | Dude Ying                      | |
| 1999          | Mayflower Sweetheart                             | 千禧金瓶梅之性娃伍月娘       | Dude Ying                      | |
| 1999          | Rookie Baby                                      | 千禧金瓶梅之情逗李師師       | Dude Ying                      | |
| 1999          | Filthy, Filthy Bandits                           | 千禧金瓶梅之淫聲浪語蕩梁山   | Dude Ying                      | |
| 1999          | Tsimshatsui Floating Corpse                      | 驚幻奇案：尖東浮屍           |                                | |
| 1999          | Hyu Seng Fung Wong                               | 驚幻奇案之血腥鳳凰           |                                | |
| 1999          | Afraid of Nothing, the Jobless King              | 失業皇帝                     | "Darkie"                       | |
| 1999          | Battle of Love                                   | 玉蒲團四之雲雨山莊           |                                | |
| 1999          | Empress Wu                                       | 唐朝禁宮秘史                 | le moine Huaiyi (Feng Xiaobao) | |
| 1999          | Son of Flirtation                                | 玉蒲團之淫行無道             | le Saint-Esprit                | |
| 1999          | The Karma of Sex                                 | 玉蒲團之極樂寶鑑             | le Saint-Esprit                | |
| 1999          | Secret Dalliance                                 | 玉蒲團之淫行天下             | le Saint-Esprit                | |
| 1999          | Jade Stalk                                       | 玉蒲團之陽物性教             | le Saint-Esprit                | |
| 2000          | Tale of Two Dragons                              | 轟天雙龍會                   |                                | |
| 2000          | Guys and a Cop                                   | 賤男特警                     | "Balls"                        | |
| 2000          | The Blood Rules                                  | 行規                         | "Fat Chiu"                     | |
| 2000          | An Eye of an Eye                                 | 以眼還眼                     | l'ex-mari de Carmen            | |
| 2000          | The Temptation of Office Ladies                  | OL誘惑之各自各精彩           | "Michael Wong"                 | |
| 2000          | It's a Mad, Mad, Mad, Mad Kung Fu World!!!       | 大踢爆                       | lui-même                       | |
| 2000          | Those Were the Days...                           | 友情歲月之山雞故事           | "Fook"                         | |
| 2001          | Jyut Kei                                         | 絕機                         |                                | |
| 2001          | Crime of a Beast                                 | 終極強姦獸性誘惑             | "Mandy"                        | |
| 2001          | Crazy for Pig-Bone in Pot                        | 情迷豬骨煲                   | Mr. Ma                         | |
| 2001          | City of Desire                                   | 慾望之城                     | Frère Kong                     | |
| 2001          | A Gambler's Story                                | 一個爛賭的傳說               | Frère Visage                   | |
| 2002          | Fatal Comic                                      | 一本未完的漫畫               | "Ying Chi-kin" Producteur      | |
| 2002          | Hot & Spicy                                      | 麻辣神探                     | Mochito Producteur             | |
| 2002          | Conman 2002                                      | 賭俠2002                     | Frère Neuf                     | |
| 2002          | Fox Ghost                                        | 聊齋誌異之孽慾孤鬼           | Falun le moine                 | |
| 2002          | Snake Charmer                                    | 焚獸之都                     | "Di"                           | |
| 2002          | The Peeping                                      | 偷窺無罪                     |                                | |
| 2002          | Devil Face, Angel Heart                          | 變臉迷情                     | "Dragon"                       | |
| 2002          | A Wicked Ghost 3: The Possession                 | 山村老屍III惡靈纏身          | "Wong Chou-shui"               | |
| 2003          | The Undercover Madams                            | 人間鍊獄之淫間道             |                                | |
| 2003          | Tortured Sex Goddess of Ming Dynasty             | 極樂酷刑                     |                                | |
| 2003          | Mansion Murder                                   | 甘田一豪宅謀殺案             |                                | |
| 2003          | Sexual Exchange                                  | 向左搞向右搞                 |                                | |
| 2003          | Enjokosai Angel                                  | 援交天使                     |                                | |
| 2003          | My Secret Private Virgin                         | 私家秘密處女                 |                                | |
| 2003          | To Seduce an Enemy                               | 誘人犯罪                     | Wu le détective privé          | |
| 2003          | The Professional                                 | 全職妓女                     | "Man"                          | |
| 2003          | Zero                                             | 一切由零開始                 | Réalisateur                    | |
| 2003          | The Invincible                                   | 拳王                         | Wong Siu-fu Producteur         | |
| 2003          | Raped by an Angel 5                              | 強姦5之廣告誘惑              |                                | |
| 2004          | Dragon in Fury                                   | 霍元甲之精武真英雄           |                                | |
| 2004          | Five Tigers                                      | 新東成西就                   | "Ouyang Feng"                  | |
| 2004          | Fairy Legend                                     | 仙魔遊蹤之百懂仙             |                                | |
| 2004          | The Kingdom of Darkness                          | 仙魔遊蹤                     |                                | |
| 2004          | Sex and the Beauties                             | 性感都市                     | Wing/Vincent Savage            | |
| 2005          | Flame of Desire                                  | 禁室軀殼                     |                                | |
| 2005          | Kung Fu Mahjong 2                                | 雀聖2自摸天后                | le démon                       | |
| 2005          | The Impotent King                                | 新傾國傾城                   | "Wah On-an"                    | |
| 2006          | My Wife Can Fight                                | 絕世好妻                     |                                | |
| 2008          | The Crash                                        | 証人                         | "Cheung Yat-tung"              | |
| 2009          | Kung Fu Chefs                                    | 功夫廚神                     | "M.C."                         | |
| 2010          | Fire of Conscience                               | 火龍                         | le capitaine Chung             | |
| 2010          | The Stool Pigeon                                 | 綫人                         | "Tai Ping"                     | |
| 2010          | The Haunting Lover                               | 等著你回來                   | le docteur Tony Lam            | |
| 2011          | La Vie sans principe                             | 奪命金                       | Law Siu-lung                   | Nommé au Chinese Film Media Award du meilleur acteur dans un rôle secondaire                                                                                 |
| 2011          | Mysterious Island                                | 孤島驚魂                     | "Jordan Chen"                  | |
| 2012          | The Viral Factor                                 | 逆戰                         | "Russell"                      | |
| 2012          | Natural Born Lovers                              | 天生愛情狂                   | un voleur                      | |
| 2013          | Firestorm                                        | 風暴                         | "Tong Keung"                   | |
| 2013          | Blind Detective                                  | 盲探                         | "Chan Kwong"                   | |
| 2013          | Unbeatable                                       | 激戰                         | "Tai-sui"                      | |
| 2013          | Drug War                                         | 毒戰                         | "Darkie"                       | |
| 2013          | The Twins' Code                                  | 孿生密碼                     |                                | |
| 2013          | SDU: Sex Duties Unit                             | 飛虎出征                     | Joe le chef de l'équipe A      | |
| 2014          | From Vegas to Macau                              | 賭城風雲                     | Ma Sheung-fat                  | |
| 2014          | Delete My Love                                   | Delete愛人                   | "Blackie"                      | |
| 2014          | Z Storm                                          | Ｚ風暴                       | "Ho Tak-wing"                  | |
| 2014          | That Demon Within                                | 魔警                         | le sergent du poste            | |
| 2014          | Gangster Payday                                  | 大茶飯                       | "Bill"                         | |
| 2014          | Golden Brother                                   | 男人唔可以窮                 | un voleur                      | |
| 2014          | The Seventh Lie                                  | 第7謊言                      | l'officier Lau                 | |
| 2014          | Sifu Vs. Vampire                                 | 天師鬥殭屍                   | "Keung Senior"                 | |
| 2014          | Fight for Glory                                  | 榮譽至上                     |                                | |
| 2014          | Just Another Margin                              | 大話天仙                     | le chef                        | |
| 2015          | S for Sex, S for Secret                          | 小姐誘心                     | "Ben"                          | |
| 2015          | From Vegas to Macau 2                            | 賭城風雲II                   | "Ma Tai-fat"                   | |
| 2015          | 12 Golden Ducks                                  | 12金鴨                       | "Hak"                          | |
| 2015          | Little Big Master                                | 五個小孩的校長               | "Lo Keung"                     | |
| 2015          | Two Thumbs Up                                    | 衝鋒車                       | le chef des voleurs            | |
| 2015          | Full Strike                                      | 全力扣殺                     | Frère Chien fou                | |
| 2015          | Wild City                                        | 謎城                         | "Kuen"                         | |
| 2015          | Imprisoned: Survival Guide for Rich and Prodigal | 壹獄壹世界：高登闊少踎監日記 | "Wolfy"                        | |
| 2015          | Keeper of Darkness                               | 陀地驅魔人                   | "Kwan"                         | |
| 2015          | SPL 2 : A Time for Consequences                  | 殺破狼II                     | "Fan King-hung"                | |
| 2015          | Helios                                           | 赤道                         | "Wong Kin-chung"               | |
| 2016          | Trivisa                                          | 樹大招風                     | "Fai"                          | Nommé au Hong Kong Film Award du meilleur acteur dans un rôle secondaire Nommé au Hong Kong Film Critics Society Award du meilleur acteur                    |
| 2016          | Call of Heroes                                   | 危城                         | "Lee Tit-ngau"                 | |
| 2016          | The Mobfathers                                   | 選老坐                       | "Luke"                         | |
| 2016          | Robbery                                          | 老笠                         | "Yan"                          | |
| 2016          | From Vegas to Macau 3                            | 賭城風雲III                  | "Ma Tai-fat"                   | |
| 2016          | S Storm                                          | S風暴                        | "Bill Tang"                    | |
| 2016          | Time Raiders                                     | 盜墓筆記                     | "Tai-fui"                      | |
| 2016          | Heartfall Arises                                 | 驚心破                       | "Cheuk Na-lung"                | |
| 2016          | Sky on Fire                                      | 沖天火                       | "Wai-wai"                      | |
| 2017          | Shock Wave                                       | 拆彈專家                     | "Kong Yiu-wai"                 | Prix du meilleur acteur dans un rôle secondaire aux Profima International Film Fest & Awards Hong Kong Film Award du meilleur acteur dans un rôle secondaire |
| 2017          | Chasing the Dragon                               | 追龍                         | "Wil"                          | |
| 2017          | Adieu                                            | 告別之前                     |                                | |
| 2018          | A Beautiful Moment                               | 我的情敵女婿                 | "Lau Hak-keung"                | |
| 2018          | Concerto of the Bully                            | 大樂師:為愛配樂              | "Triad"                        | Nommé au Hong Kong Film Award du meilleur acteur dans un rôle secondaire                                                                                     |
| 2018          | Shun Pong O                                      | 順風魚                       |                                | |
| 2018          | Master Z: Ip Man Legacy                          | 張天志                       | l'officier Fai                 | |
| 2018          | Tracey                                           | 翠絲                         | "Travis Tung" / "Tracey"       | Nommé au Hong Kong Film Award du meilleur acteur |
| 2019          | A Witness Out of the Blue                        | 犯罪現場                     | Yip Sau-ching                  | |
| 2021          | Shock Wave 2                                     | 拆彈專家2                    |                                | |
| 2021          | Dynasty Warriors                                 | 真·三國無雙                  | "Zhang Jiao"                   | |
| En production | Remember What I Forgot                           | 電影痴漢                     | l'obsédé de cinéma             | |
| En production | Warriors of Future                               | 明日戰記                     |                                | |
| En production | Once Upon a Time in Hong Kong                    | 金錢帝國：追虎擒龍           |                                | |
| En production | Once Upon a Time in Hong Kong                    | 金手指                       |                                | |

### Séries télévisées
| Année | Titre                              | Titre chinois      | Rôle                              | Notes |
| ----- | ---------------------------------- | ------------------ | --------------------------------- | ----- |
| 1985  | Ji Gong                            | 濟公               |                                   |       |
| 1985  | The S.I.B. Files                   | 大班密令           |                                   |       |
| 1986  | The Boy Fighter from Heaven        | 哪吒               | Face de cheval                    |       |
| 1987  | Genghis Khan                       | 成吉思汗           | Bortchou                          |       |
| 1987  | The Rise and Fall of Qing Dynasty  | 滿清十三皇朝       | "Kam Fung-chi"                    |       |
| 1988  | Tai Wan Kwun                       | 大宦官             |                                   |       |
| 1988  | Li Qingzhao                        | 李清照             |                                   |       |
| 1988  | Hung Ling                          | 凶靈               |                                   |       |
| 1988  | Hak Yeh                            | 黑夜               | "Lam Yat-ming"                    |       |
| 1989  | The Legend of Fu Hung-suet         | 傅紅雪傳奇         |                                   |       |
| 1989  | Ye Lau Lei                         | 夜琉璃             |                                   |       |
| 1989  | City Swordsman                     | 城市劍客           | "Cho Sing"                        |       |
| 1989  | Police Archives                    | 皇家檔案           | "Kwok Wai-hing"                   |       |
| 1989  | Police Archives 3                  | 皇家檔案III        | "Danny"                           |       |
| 1989  | Happy Together                     | 代代平安           |                                   |       |
| 1990  | The Real Pals                      | 難兄難弟           | Lee Lin-kit                       |       |
| 1990  | Heaven's Retribution               | 還看今朝           |                                   |       |
| 1990  | I Am Tuna Fi                       | 我係Tuna Fi        | "Ho Koon-chau"                    |       |
| 1991  | Central Sandwichman                | 中環英雄           |                                   |       |
| 1992  | Hoi Sam Kwai Fuk Sing              | 開心鬼福星         |                                   |       |
| 1993  | Police Story                       | 皇家警察實錄       |                                   |       |
| 1994  | Heroic Legend of the Yang's Family | 碧血青天楊家將     | "Mang Ting-kwok"                  |       |
| 1994  | The Great General                  | 碧血青天珍珠旗     | "Mang Ting-kwok"                  |       |
| 1995  | Fist of Fury                       | 精武門             | "Chung"                           |       |
| 1995  | Vampire Expert                     | 殭屍道長           | "Lee Sei-wai"                     |       |
| 1995  | Secret Battle of the Majesty       | 王奪位             | Yuntang                           |       |
| 1995  | Justice Pao                        | 包青天             | Luen Tung/Tsu Heung-tung/Tit Ngau |       |
| 1996  | King of Gambler                    | 千王之王重出江湖   | "Chan Sing-hak"                   |       |
| 1996  | Who Is the Killer                  | 誰是兇手           | "Lam Wing-fai"                    |       |
| 1996  | Vampire Expert 2                   | 殭屍道長II         | "Chow Sam-yuen"                   |       |
| 1996  | The Truth                          | 真相               | "Yuen Kwok-wai"                   |       |
| 1996  | The Folk Tales                     | 坊間傳奇           |                                   |       |
| 1997  | Fated Love                         | 天長地久           | "Fu Sau-ying"                     |       |
| 1997  | The Years of Chameleon             | 97變色龍           | Frère Tse                         |       |
| 1997  | The Pride of Chaozhou              | 我來自潮州         |                                   |       |
| 1997  | My Brother, My Mum                 | 屋企有個肥大佬     | "Chu Man-on"                      |       |
| 1998  | My Date with a Vampire             | 我和殭屍有個約會   | "Ko Po"                           |       |
| 1999  | Ten Tigers of Guangdong            | 英雄之廣東十虎     | "Tam Chai-kwan"                   |       |
| 2000  | My Date with a Vampire 2           | 我和殭屍有個約會II | "Chu Wing-fuk"                    |       |
| 2000  | Showbiz Tycoon                     | 影城大亨           | Maître Lau                        |       |
| 2000  | A Dream Named Desire               | 美麗傳說           | "Lo Yam-chung"                    |       |
| 2001  | The Poet Su Dong Po                | 騷東坡             | "Sap Fong"                        |       |
| 2001  | To Where He Belongs                | 縱橫天下           | le chef Hung                      |       |
| 2005  | Danger Counter                     | 危險人物           | "Mad B"                           |       |
| 2005  | The Great Adventure                | 大冒險家           | "Cheung Hung"                     |       |
| 2005  | Happy Family                       | 喜有此理           |                                   |       |
| 2006  | Hong Kong Criminal Files           | 香港奇案實錄       | "Man Nang"                        |       |
| 2006  | Relentless Justice                 | 義無反顧           |                                   |       |
| 2006  | Tales of Walled Village            | 大城小故事         | "Seung Po"                        |       |
| 2007  | Hong Kong Ghostbusters             | 靈舍不同           | "Blackie"                         |       |
| 2007  | Ma Jong Gathering                  | 十六不搭喜趣來     | "Chan Fat-yeung"                  |       |
| 2008  | Flaming Butterfly                  | 火蝴蝶             | "Seung Yeung"                     |       |
| 2010  | Hong Kong Go Go Go                 | 香港GoGoGo         | "HO Hak-tan"                      |       |
| 2010  | The Men of Justice                 | 法網群英           | "Ng Hing-lung"                    |       |
| 2012  | Strangers 6                        | 六個陌生人         | "Yau Yan"                         |       |
| 2014  | The Borderline                     | 警界線             | "Tse Tai-hak"                     |       |
| 2015  | Beyond the Rainbow                 | 歲月樓情           | "Luk Ho-cheung"                   |       |
| 2015  | Doom+5                             | 末日+5             | "Law Tai-wai"                     |       |
| 2015  | Hidden Faces                       | 三面形醫           | " Ma Sai-kwong"                   |       |
| 2015  | Nigh Shift                         | 夜班               | "Ho Sai-ming"                     |       |
| 2016  | Infernal Affairs                   | 無間道             | "Prince"                          |       |
| 2019  | The Protector                      | 守護神             |                                   |       |
| 2019  | The Defected                       | 鐵探               | "Bingo"                           |       |